# Soyuz-13 Rock
Soyuz-13 Rock är en kulle i Antarktis. Den ligger i Östantarktis. Australien gör anspråk på området. Toppen på Soyuz-13 Rock är 1 270 meter över havet.
Terrängen runt Soyuz-13 Rock är kuperad västerut, men österut är den platt. Trakten är obefolkad. Det finns inga samhällen i närheten. 